# Gerson Bleichröder
Gerson Bleichröder (Berlim, 22 de dezembro de 1822 – Berlim, 18 de fevereiro de 1893) foi um banqueiro alemão de origem judaica, famoso pela sua relação comercial com Otto von Bismarck e a Prússia e depois de 1871 com o estado alemão. A sua instituição financeira estava igualmente em contacto comercial com o império da dinastia Rothschild e desempenhava a função de uma filial em Berlim dos Rothschilds.

## Colonização do Congo
De acordo com David Landes, o rei Leopoldo I da Bélgica solicitou a Bleichröder que o ajudasse a financiar a colonização do Congo Belga. Este recusou, antevendo um negócio ruinoso. Já mais tarde, na década de 1880 quando Bismark pediu a Bleichröder que o ajudasse a financiar outras aventuras coloniais na África distante, o banqueiro acedeu, mais para manter a relação de negócios com Bismark do que por qualquer expectativa de grandes lucros. E só o fez com a garantia de um retorno mínimo. David Landes pretendeu demonstrar que apesar da corrida à África, o colonialismo dos finais do século XIX esteve longe de ser um negócio rentável.

## Literatura
- Fritz Stern: Ouro e Ferro. Bismarck e seu banqueiro Bleichröder (Gold und Eisen. Bismarck und sein Bankier Bleichröder), Frankfurt am Main/Berlin (Ullstein Verlag) 1978